# Mahamadou Bonkoungou
Pour les articles homonymes, voir Bonkoungou.
Mahamadou Bonkoungou, né le 23 mai 1966 à Dédougou (Burkina Faso), est un entrepreneur burkinabè. Il a été actif dans le commerce, dans l'électroménager, dans l'or, puis, depuis 1988, avec EBOMAF (entreprise Bonkoungou Mahamadou et fils). Cette entreprise se tourne 10 ans plus tard vers le BTP. Il devient peu à peu entrepreneur du bâtiment dans plusieurs pays dAfrique de l'ouest (Burkina, Bénin, Guinée, Togo et Côte d'Ivoire). Il est aussi le PDG du groupe EBOMAF (spécialiste dans le BTP en Afrique).

## Biographie
Il effectue l'essentiel de ses cycles scolaires entre Dédougou, Bobo-Dioulasso et Ouagadougou. Après l'obtention du Baccalauréat, il se lance dans le commerce, entre Lomé, Monrovia, Lagos et Ouagadougou, où il avait une boutique. Il a vendu des cassettes, des groupes électrogènes, des appareils de musique et autres produits.

### Carrière
Mahamadou Bonkoungo s’est ensuite lancé dans le commerce de l’or avec la mine de Kalsaka dans la province du Yatenga. Il rachetait aux orpailleurs le métal précieux à l’état brut, qu’il emportait ensuite vers Cotonou pour les vendre. Il revenait ensuite avec des pièces détachées de motos et des appareils électroménagers. Il s’est donc fait connaître dans sa ville de Yako à l’époque pour ces différentes activités qu’il a exercé pendant plusieurs années.
Vers la fin des années 1990, il se lance dans le BTP, puis gagne des marchés croissants dans plusieurs pays francophones d'Afrique de l'ouest.
Bien qu’il s’en défende, Mahamadou Bonkoungou est proche de Faure Gnassingbé, Patrice Talon, George Weah, Alassane Ouattara ou encore Umaro Sissoco Embaló.
Sur l'année 2019, EBOMAF a réalisé un chiffre d’affaires global de plus de 1 milliard d’euros. Et, à la fin de 2019, son carnet de commandes affichait près de 1.000 milliards de F CFA (1,5 Mds euros) de projets routiers et aéroportuaires. Si l’entrepreneur se défend d’entretenir des relations directes avec les chefs d’État de la zone, son agenda prouve le contraire.
Il possède une compagnie aérienne privée, LTA, pour Lisa Transport International. Il possède aussi un Falcon X7, qu'il a prêté à Faure Gnassingbé.
En août 2021, il prend le contrôle de la Banque Togolaise pour le Commerce et l'Industrie (BTCI) avec une vingtaine d'agences et 70.000 clients, à travers sa IB Holding,. La BTCI devait être vendue avant le 1er juillet 2018 à Vista Bank Group de Simon Tiemtoré, mais ce dernier avait échoué à rassembler les fonds nécessaires, obligeant à une remise en compétition des acheteurs.
La IB Holding est un instrument doté de 30 milliards de FCFA (45 millions d'€). Elle est dirigée par le banquier marocain Nabil Tahari. Elle a aussi des participations dans la banque à Djibouti.
En septembre 2021, Mahamadou Bonkoungou réclame 20 millions d'€ à l'état de Guinée dans le cadre d'un projet de construction de routes.
Le 20 avril 2023, le lancement officiel de travaux au Togo pour créer une infrastructure de mécanisation agricole marque un nouveau chapitre dans la présence de Mahamadou Bonkoungou au Togo : après la banque et le BTP, il investit désormais dans le secteur de l'agriculture.